# Korytany
Korytany (německy Rindl) jsou zaniklá vesnice na území obce Rybník v okrese Domažlice.
Nacházely se asi 1,5 km východně od Rybníka při silnici z Rybníka do Šidlákova.

## Historie
První písemná zmínka o vesnici pochází z roku 1589, kdy je uvedena v česky psané listině, uložené v státním okresním archivu v Domažlicích. Ves byla založena městem Domažlice v hraničním hvozdu, kterému se říkalo Na království. V této listině, ale i německé vlastivědné literatuře, je v okolí vsi zmiňováno tvrziště, případně strážní hrad. Údajně zde měla na strategickém místě stát dřevěná věž s dobrým rozhledem do kraje. V důsledku stavovského povstání přišly Domažlice v roce 1621 o Korytany. Území koupil Jan starší Vidršpergár. Netypická poloha ve strmém svahu byla vyvážena bohatým pramenem vody a voda byla sváděna korytem do obce Rybník. Po tomto korytu, vedeným středem návsi, získala ves své jméno. Po roce 1945 došlo k odsunu německého obyvatelstva a pokusy o dosídlení vesnice nebyly úspěšné. V průběhu 50. let 20. století byla vesnice zbořena. Dne 30. července 1947 odpoledne tři slovenské děti nových osídlenců kouřily u domu čp. 10 ve stohu slámy, který zapálily. Vznikl požár, který během jedné hodiny zničil 26 domů.
Po roce 1990 byl v prostoru bývalé návsi obnoven kříž na kamenném soklu s textem připomínajícím existenci a zánik vsi.
V roce 2012 z iniciativy obce Rybník bylo území vsi zbaveno náletové zeleně a místo osazeno informačními tabulemi s česko-německými texty.
Korytany byly v roce 1869 pod názvem Rindel obcí v okrese Horšovský Týn, v letech 1880–1910 pod názvem Rindl obcí v okrese Horšovský Týn, v letech 1921–1930 obcí v okrese Horšovský Týn. V roce 1950 byly osadou obce Rybník. V dalších letech se jako osada neuvádí.

## Obyvatelstvo
Při sčítání lidu v roce 1921 zde žilo 232 obyvatel, všichni německé národnosti. K římskokatolické církvi se hlásilo všech 232 obyvatel.
| Rok            | 1869 | 1880 | 1890 | 1900 | 1910 | 1921 | 1930 | 1950 | 1961 | 1970 | 1980 | 1991 | 2001 | 2011 |
| -------------- | ---- | ---- | ---- | ---- | ---- | ---- | ---- | ---- | ---- | ---- | ---- | ---- | ---- | ---- |
| Počet obyvatel | 262  | 259  | 262  | 264  | 248  | 232  | 239  | –    | –    | –    | –    | –    | –    | –    |
| Počet domů     | 30   | 33   | 33   | 36   | 38   | 38   | 43   | 3    | –    | –    | –    | –    | –    | –    |